# Arthur Lungu
Arthur Lungu (ur. 13 kwietnia 1976) – piłkarz zambijski grający na pozycji pomocnika.

## Kariera klubowa
W swojej karierze piłkarskiej Lungu występował w klubie Zamsure FC.

## Kariera reprezentacyjna
W reprezentacji Zambii Lungu zadebiutował 10 czerwca 1995 roku w wygranym 3:2 towarzyskim meczu z Koreą Południową. W 2000 roku został powołany do kadry na Puchar Narodów Afryki 2000. Na tym turnieju był rezerwowym i nie rozegrał żadnego spotkania. Od 1995 do 2000 rozergał w kadrze narodowej 5 meczów i strzelił 1 gola.